# Rime en français
Pour un article plus général, voir rime.
La rime, en français, a remplacé l'assonance médiévale en imposant la reprise des sons consonantiques qui suivent éventuellement la dernière voyelle tonique : les poètes du XVIe siècle et leurs successeurs comme Malherbe ont par ailleurs défini peu à peu des règles contraignantes qui se sont imposées jusqu'à la fin du XIXe siècle et que l'analyse littéraire retient dans l'étude des rimes.
Il s'agit pour l'essentiel de leur disposition (rimes suivies, croisées, embrassées, mêlées), de leur richesse (on dit aussi de manière plus ambiguë leur qualité) déterminée par le nombre de sons communs (rime pauvre, suffisante, riche) et de leur genre associé au principe de l'alternance entre rimes masculines (= qui ne comportent pas de « e » final (ou -es, -ent)) et rimes féminines (= qui comportent ce -e final qui ne compte pas dans les syllabes).
Les transcriptions phonétiques données entre crochets droits suivent les usages de l'alphabet phonétique international. Les transcriptions phonologiques, entre barres obliques, ne s'intéressant qu'aux oppositions fondamentales de la langue, les suivent aussi, mais de manière plus lâche.

## Historique
Comme dans la plupart des langues occidentales, la rime a remplacé l'assonance médiévale en imposant cette reprise des sons consonantiques qui suivent éventuellement la dernière voyelle tonique : les poètes du XVIe siècle et leurs successeurs comme Malherbe ont par ailleurs défini peu à peu des règles contraignantes qui se sont imposées jusqu'à la fin du XIXe siècle.

## Règles générales
La rime poétique est constituée par la répétition d'un ou plusieurs phonèmes identiques (parmi lesquels il faut nécessairement au moins une voyelle tonique) à la fin de deux ou plusieurs vers proches. Les phonèmes ne riment que s'ils sont dans le même ordre. Par exemple, les deux vers suivants riment :
Mon enfant, ma sœur,
Songe à la douceur [...]
Charles Baudelaire, les Fleurs du Mal, sonnet XLIX « l’Invitation au voyage »
En effet, la fin de chacun d'entre eux reprend en écho les phonèmes communs /sœr/ (« douceur » et « sœur »). On dit que ces deux vers « riment en s/œr/ » ou qu'on a « une rime s/œr/ » : il n'y a donc qu'une seule rime (on ne nomme pas rime chaque fin de vers mais seulement les phonèmes répétés sur plusieurs vers).
Stylistiquement, il est important de repérer que la rime introduit des liens supplémentaires (ou des oppositions) entre les mots d'un texte poétique rimant ensemble, ce qui renforce le caractère condensé de l'écriture poétique (dans laquelle, de manière générale, on tend à utiliser le moins de mots possibles pour susciter le plus de sens, par le jeu des images, des connotations, des procédés sonores, etc.). Ainsi, les mots à la rime sont rapprochés par leur signifiant et, par extension, leur signifié doit être confronté : ils deviennent des mots-clefs du poème.
Rappelons que si la rime est très fréquente en poésie, elle ne se limite pas à elle (bien que la langue courante l'évite pour son caractère artificiel) et, surtout, n'est pas obligatoire dans ce genre littéraire. La poésie non rimée, à partir du XXe siècle, est devenue très courante.

## Genre des rimes

### Distinction entre rimes féminines et masculines
Une rime est dite :
- féminine lorsque le dernier phonème est un e caduc (nommé autrefois « e féminin ») ; ainsi, les deux fins de vers suivantes ont des rimes féminines :
[...] abolie :
[...] Mélancolie,
→ Rime féminine /ɔliə/.
Le e caduc forme une rime féminine même après voyelle, ainsi que devant -s . En revanche, ce n'est pas le cas dans les subjonctifs non plus que dans les imparfaits et conditionnels en -aient – -oient dans l'orthographe classique, en raison de l'évolution phonétique. En effet, dans ces cas précis, le e final a cessé d'être prononcé plus vite que dans les autres cas du type prient[1].
- masculine dans les autres cas :
[...] inconsolé,
[...] constellé
→ Rime masculine /le/.

Les deux extraits sont tirés du « Desdichado » de Gérard de Nerval.
Ces noms proviennent d'une conception ancienne de la langue, dans laquelle le e caduc (que l'on a prononcé en fin de vers jusqu'au XIXe siècle, et même dans certains théâtres au XXe ; c'est encore souvent le cas dans la chanson) était réputé faible et mou, donc associé, selon les idées de l'époque, à la féminité, ce que renforce le fait qu'un e caduc de fin de vers n'ait pas compté dans le nombre de syllabes du mètre[réf. nécessaire].
Rimes masculines et féminines ne peuvent rimer ensemble, du moins jusqu'au XIXe siècle. Ainsi, on a longtemps considéré, soit pour des raisons sonores (tant que le e caduc a été prononcé en fin de vers), soit pour des raisons graphiques, que mer et amère ne pouvaient pas rimer plus que aimé et désirée. Actuellement, cette séparation entre rimes masculines et féminines est plus rarement respectée.

### Alternance des rimes
Dans la poésie classique (XVIIe), on faisait alterner rimes masculines et féminines : une rime féminine ne pouvait pas être suivie d'une nouvelle rime féminine et inversement. La coutume a commencé à se répandre à partir du XVIe siècle, sous l'influence des poètes de la Pléiade. En effet, le e caduc étant alors prononcé en fin de vers (jusqu'au XIXe siècle, surtout dans la chanson), l'alternance était audible. Dans cet exemple, le e caduc des rimes féminines est souligné :
Je le vis, je rougis, je pâlis à sa vue ;
Un trouble s'éleva dans mon âme éperdue ;
Mes yeux ne voyaient plus, je ne pouvais parler ;
Je sentis tout mon corps et transir et brûler.
Jean Racine, Phèdre, acte I, scène 3, vers 273-276
À partir du moment où le e a cessé d'être prononcé en cette position, l'alternance, devenue artificielle, a cessé d'être prescriptive à partir du XIXe siècle. On a parfois préféré, de manière plus souple, une alternance entre rimes vocaliques (dont le dernier phonème est une voyelle prononcée) et consonantiques (consonne finale prononcée), exemple alternance entre rimes vocaliques « vont/profond » (strophe 1) et « touchée/jonchée » (strophe 2) et rimes consonantiques « piédestal/fatal » (strophe 1) et « frivole/vole » (strophe 2) dans ces vers de Verlaine :
Oh ! c’est triste de voir debout le piédestal
Tout seul ! et des pensées mélancoliques vont
Et viennent dans mon rêve où le chagrin profond
Évoque un avenir solitaire et fatal.
Oh ! c’est triste ! — Et toi-même, est-ce pas ? es touchée
D’un si dolent tableau, bien que ton œil frivole
S’amuse au papillon de pourpre et d’or qui vole
Au-dessus des débris dont l’allée est jonchée.
L’amour par terre (Verlaine, Fêtes galantes) (strophes 1 et 2)
On retrouve la même alternance dans ces vers d'Apollinaire, mais la rime « vitrine/victimes » est impure et constitue en fait une assonance (reprise de la seule voyelle tonique sans la consonne qui suit – renforcée par l'homophonie du début des mots [v/i/t]) et ne respecte pas la rime pour l'œil (mélange de l'apparence singulier et pluriel) :
Au-dehors les années
Regardaient la vitrine
Les mannequins victimes
Et passaient enchaînées
L'Émigrant de Landor Road – Apollinaire – Alcools
Les poètes ont également joué sur l'alternance strophique, par exemple dans le début du poème de Verlaine avec strophe 1 masculine et strophe 2 féminine :
 Le vent de l'autre nuit a jeté bas l'Amour
 Qui, dans le coin le plus mystérieux du parc,
 Souriait en bandant malignement son arc,
Et dont l'aspect nous fit tant songer tout un jour !
 Le vent de l'autre nuit l'a jeté bas ! Le marbre
 Au souffle du matin tournoie, épars. C'est triste
 De voir le piédestal, où le nom de l'artiste
 Se lit péniblement parmi l'ombre d'un arbre. 
L’amour par terre (Verlaine, Fêtes galantes)
Aragon a souvent remplacé l'alternance des rimes féminines et masculines par une alternance entre rimes terminées par une consonne (pour remplacer les premières) et par une voyelle (pour remplacer les secondes) :
 Dans le quartier Hohenzollern
 Entre la Sarre et les casernes
 Comme les fleurs de la luzerne
 Fleurissaient les seins de Lola
 Elle avait un cœur d'hirondelle
 Sur le canapé du bordel
 Je venais m'allonger près d'elle
 Dans les hoquets du pianola.
Bierstube Magie allemande (Aragon, Le Roman inachevé)

## Richesse  des rimes
La richesse ou qualité d'une rime est déterminée par le nombre de phonèmes répétés dans le même ordre en partant de la fin du vers (e caduc final exclu). On dit aussi, mais de manière plus ambiguë, la qualité des rimes.

### Rime pauvre
On dit qu'une rime est pauvre lorsque le seul phonème rimant est la voyelle tonique finale : 
Vois sur ces canaux
Dormir ces vaisseaux
Baudelaire, op. cit.
→ Rime pauvre /o/ (un phonème).

### Rime suffisante
On dit qu'une rime est suffisante lorsque deux phonèmes seulement sont répétés  (dont la dernière voyelle tonique) : 
Si mystérieux (avec diérèse : /misterijø/ et non /misterjø/)
De tes traîtres yeux
Baudelaire, op. cit.
→ Rime suffisante /jø/ (deux phonèmes) ;

### Rime riche
On dit qu'une rime est riche lorsque la répétition porte sur trois phonèmes ou plus (incluant la dernière voyelle tonique) : 
D'aller là-bas vivre ensemble !
[...]
Au pays qui te ressemble !
Baudelaire, op. cit.
→ Rime riche /sɑ̃bl/ (quatre phonèmes) ;

### Rime léonine
On dit qu'une rime est léonine ou double quand elle comprend deux voyelles ou deux syllabes prononcées :
Il pleut ! Cela traverse
Tout le ciel et s'enfuit.
Il pleut ! C'est une averse
D'étoiles dans la nuit.
[...]
Il pleut, il pleut, mon ange!
Courons là-bas! Je veux
De cette poudre étrange
Poudrer tes blonds cheveux.
Jean Richepin, Les caresses
→ Rimes léonines /ɑvɛʁs/ et /əvø/

### Rime trisyllabique
On dit qu'une rime est trisyllabique lorsqu'elle englobe au moins une voyelle de plus que la rime disyllabique :
Une fraîcheur de crépuscule
Te vient à chaque battement
Dont le coup prisonnier recule
L'horizon délicatement.
Stéphane Mallarmé, Poésies
→ Rime trisyllabique /atəmɑ̃/
La femme a la priorité,
Il a la postériorité
L'esthète.
Henry Jean-Marie Levet, Poésies et chansons
→ Rime trisyllabique /jɔrite/

### Holorime
On dit qu'une rime constitue un holorime lorsqu'elle englobe tout le vers :
Gall, amant de la Reine, alla, tour magnanime,
Galamment de l'arène à la Tour Magne, à Nîmes.
Marc Monnier (souvent attribué à Victor Hugo)
Alphonse Allais a réussi à composer deux vers dont les vingt-deux dernières lettres sont identiques et qui pourtant ne riment pas :
Les gens de la maison Dubois, à Bône, scient
Pour la froide saison du bois à bon escient,
ainsi que cet holorime approximatif (on parle de rime induite):  
Ah ! Vois au pont du Loing, de là, vogue en mer, Dante !
Hâve oiseau, pondu loin de la vogue ennuyeuse,
qu'il fait suivre de ce commentaire : « La rime n'est pas très riche, mais j'aime mieux cela que de sombrer dans la trivialité ».

### Rime équivoquée
Il existe aussi des jeux de reprise plus subtils comme la rime équivoquée qui joue sur plusieurs mots (ex. : la rose / l'arrose) ou le parallélisme entre deux vers rimant intégralement (holorimes).
Remarques :
- Des consonnes finales seules ne permettent pas la rime :

Mon enfant, ma sœur
[...]
Aimer à loisir,
Baudelaire, op. cit.
→ Le dernier phonème est /r/ mais les vers ne riment pas : la dernière voyelle tonique n'est pas homophonique (/œ/ dans le premier vers, /i/ dans le second).
- Si seule la dernière voyelle tonique du vers est répétée indépendamment des consonnes qui suivent (le cas échéant), on a là une assonance (très fréquente en poésie médiévale) :

Tenez les clefs de ceste citet large,
Le grant aveir en presentez al rei Carles,
Pois me jugez Rollant a rereguarde.
Sel pois trover a port ne a passage,
Liverrai lui une mortel bataille.
Chanson de Roland, laisse LII (vers 654-558)
→ Assonance en /a/.
- En principe la rime ne prend en compte que les sons, pas les lettres ni les syllabes, mais on fait cependant rimer une « apparence » de singulier avec une « apparence » de singulier et une apparence de pluriel avec une apparence de pluriel : c'est la « rime pour l'œil » (ex. ailleurs/fleurs – attends/longtemps).

- On appelle échec de rime celles qui utilisent une consonance similaire (adepte/être) mais pas identique.

## Disposition des rimes
Puisque le procédé d'homophonie que constitue la rime n'existe que par la répétition, cela implique qu'il faut au moins deux constituants (phonème ou groupe de phonèmes) homophones minimums. L'endroit où sont disposés ces constituants dans le poème et dans le vers peut être décrit avec précision.
Note : par convention, on peut représenter une même rime par une même lettre dans un poème. Ainsi, les fins de vers [...] porte et [...] forte, constituent la rime A, [...] douce et [...] pouce B, etc. 

### Rimes de fin de vers
Au sens propre, la rime est d'abord un écho sonore en fin de vers. Leur enchaînement dans ce cadre porte un nom particulier ; par commodité, on a pris l'habitude de nommer leurs dispositions les plus courantes les unes par rapport aux autres. Les rimes de fin de vers sont ainsi qualifiées de : 

#### Rimes plates
Les rimes sont dites plates (ou suivies) lorsqu'elles se suivent simplement par groupe de deux (« AABB »).
Dans Sainte-Pélagie, (A)

Sous ce règne élargie, (A)

Où rêveur et pensif, (B)

Je vis captif, (B)
(Gérard de Nerval, Petits Châteaux de Bohême, Politique, 1852)

#### Rimes croisées
Les rimes sont dites croisées (ou alternées) en cas d'alternance deux par deux (« ABAB »).
Maître Corbeau, sur un arbre perché, (A)

Tenait en son bec un fromage. (B)

Maître Renard, par l'odeur alléché, (A)

Lui tint à peu près ce langage :  (B)
(Jean de La Fontaine, Fables, I, Le Corbeau et le Renard)

#### Rimes redoublées
La rime est dite redoublée lorsque plusieurs rimes se répètent (« AAA »).
En passant par un certain pré, (A)

Rencontra Bergère à son gré, (A)

Il la demande en mariage.

Le père aurait fort souhaité (A)
(Jean de La Fontaine, Fables, IV, Le Lion amoureux)

#### Rimes embrassées
La rime est dite embrassée quand elle est encadrée par une autre (« ABBA »).
Tu n'en reviendras pas toi qui courais les filles (A)

Jeune homme dont j'ai vu battre le cœur à nu (B)

Quand j'ai déchiré ta chemise et toi non plus (B)

Tu n'en reviendras pas vieux joueur de manille (A)
(Louis Aragon, Extrait du poème La guerre et ce qui s'ensuivit)

#### Rimes tripartites
Elle est dite tripartite quand elle est commence par une rime plate, puis, une autre rime se fait encadrer par une autre (« AABCCB »)
Mignonne, allons voir si la rose (A)

Qui ce matin avait déclose (A)

Sa robe de pourpre au soleil (B)

A point perdu cette vesprée (C)

Les plis de sa robe pourprée (C)

Et son teint au vôtre pareil (B)
(Pierre de Ronsard, Extrait du poème Mignonne, allons voir si la rose)

### Autres jeux rimiques
Si la rime ne se manifeste qu'en fin de vers, de nombreux jeux de reprises homophoniques existent qui répètent la rime finale ailleurs au sein du vers ou bien même se servent d'une autre position fixe du vers (comme l'hémistiche) pour placer une rime supplémentaire.
Parmi les nombreux procédés que nous lègue la littérature française, on peut retenir les rimes complexes suivantes : 

#### Rime senée, outautogramme
La rime senée précède un vers dont tous les mots commencent par la même lettre.
Chartreux, chartiers, charretons, charpentiers,

Moutons, moustiers, manouvriers, marissaux,

Villes, vilains, villages, vivandiers,

Hameaux, hotiers, hôpitaux, hôteliers,

Bouveaux, bouviers, bosquillons, bonhommeaux,

Fourniers, fourneaux, fèves, foins, fleurs et fruits

Par vos gens sont indigents ou détruits.
(Jean Molinet, Discours de Vérité)

#### Vers léonin
Les deux hémistiches riment ensemble.
Ce n’est donc plus l’abbé Virgile;

C’est un abbé sec, compassé,

Pincé, passé, cassé, glacé,

Brillant, mais d’un éclat fragile.
(Marie-Joseph Chénier, sur L’homme des champs de Jacques Delille)

#### Rime spéciale
Dite aussi rime fraternisée : reprise au commencement du vers suivant.
Fort ſuy dolent, & regret me remort,

Mort m’a oſté Madame de valeur

L’heur que l’auoy(e), eſt tourné en malheur

Maleureus eſt qui n’ha aucun confort.
(chanson de Clément Marot)

#### Rime batelée
La rime finale se retrouve à l’hémistiche. Cette rime n'est pas tolérée pour l’alexandrin, car elle casse l'harmonie du poème. Les puristes de l'alexandrin évitent souvent une voyelle muette à l'hémistiche, mais comme on le voit ici, savent enfreindre cette règle pour d'autres vers quand il en résulte un effet recherché :
Et sans cesse du doux fuseau crédule

La chevelure ondule au gré de la caresse
(Paul Valéry, Album de vers anciens, La Fileuse, 1920)

#### Rime brisée
La rime brisée fait rimer non seulement la fin des vers, mais aussi les mots se trouvant à la césure. Ce type de rime est rarement utilisé en raison de sa complexité.
De cœur parfait chassez toute douleur ;

Soyez soigneux, n'usez de nulle feinte ;

Sans vilain fait entretenez douceur ;

Vaillant et preux, abandonnez la feinte.
(Octavien de Saint-Gelais)
Dans le sens de « vers brisés » ou « vers rapportés » : le vers est divisé en deux, les deux hémistiches ne riment pas forcément entre eux mais avec les hémistiches des vers suivants ; les différentes parties pouvant présenter un sens différent de celui de l'ensemble :
Par les plus grands forfaits j’ai vu troubler la terre.

Sur le trône affermi, le roi sait tout dompter.

Dans la publique paix l’amour seul fait la guerre :

C’est le seul ennemi qui soit à redouter.
(extrait de Zadig (chap. 4) de Voltaire, où les vers tronqués du héros manquent de le conduire à sa perte)

#### Rime couronnée
La dernière syllabe du vers, ou même les deux ou trois dernières, sont répétées deux fois. 
Souvent je vais priant, criant :

Mais dessous la cordelle d’elle

Me jette un œil friant riant,

En me consommant, et sommant

A douleur, qui ma face efface :

Dont suis le réclamant amant,

Qui pour l’outrepasse trépasse.
(Clément Marot, Dieu gard ma Maîtresse et Régente)

#### Rime emperière
La rime emperière (ou impératrice) reprend l'idée de la rime couronnée, mais la syllabe servant de rimes apparaît trois fois au lieu de deux.
Qu’es-tu qu’une immonde, Monde, onde ?
(exemple emprunté à Thomas Sébillet)

#### Autres
- rime renversée
- contrerime

### Rimes orphelines
Il existe de nombreux mots français qui ne riment avec aucun autre mot français existant. On peut citer (liste non exhaustive) : abrupt, belge, bulbe, clephte, cuistre, dogme, goinfre, humble, larve, meurtre, monstre, muscle, pauvre, perdre, pourpre, puisque, quatorze, quinze, sanve, sarcle, sceptre, sépulcre, siècle, simple, tertre, triomphe, verste.
Il est à noter que cela n'exclut pas la possibilité d'obtenir une rime brisée avec ces mots, comme l'illustre « quatorze » associé à « alors », « dehors », etc. suivi d'un autre mot commençant par une voyelle pour faire la liaison.
Employer à la rime un mot à rime orpheline forcera le poète à étendre son vocabulaire au-delà des limites du français ordinaire. Ainsi, Georges Fourest, pour trouver une rime à « monstre », dans la dernière strophe de son poème parodique sur Phèdre, emploie une forme ancienne et disparue du verbe montrer : monstrer.
Pauvre Hippolyte ! Un marin monstre

Le trouvant dodu le mangea,

Puis… le digéra, ce qui monstre

(Mais on le savait bien déjà !)

Qu'on peut suivre, ô bon pédagogue,

Avec soin le commandement

Quatrième du décalogue

Sans vivre pour ça longuement !
— Georges Fourest, Les Négresses blondes, 1909.
On peut rattacher aux rimes orphelines le subjonctif « perde » car le seul mot capable de rimer avec lui est normalement banni dans la bonne société. Sacha Guitry s'est servi de cette particularité pour écrire une pièce en vers, Le Mot de Cambronne. Il va de soi que l'oreille du spectateur attend l'arrivée du fameux « perde », qui annoncera l'arrivée de son collègue malséant.
Dans d'autres cas de rimes orphelines (ou rares), le poète invente parfois des mots en les justifiant, comme dans le célèbre vers de Booz endormi :
Tout reposait dans Ur et dans Jérimadeth ;

Les astres émaillaient le ciel profond et sombre ;

Le croissant fin et clair parmi ces fleurs de l’ombre

Brillait à l’occident, et Ruth se demandait,
— Victor Hugo, La Légende des siècles, 1859,
ou dans le « sonnet en -yx » de Mallarmé : 
Sur les crédences, au salon vide : nul ptyx,

Aboli bibelot d'inanité sonore,

(Car le Maître est allé puiser des pleurs au Styx

Avec ce seul objet dont le Néant s'honore.)
— Stéphane Mallarmé, 1868.

## Les rimes faciles
La pureté de la rime est à la base de la théorie classique qui veut que la rime soit parfaite non seulement pour l'oreille mais aussi pour l'œil. Ainsi, la règle de la liaison supposée établit un certain nombre d'interdictions pour la pureté de la rime. Elle interdit, par exemple, de faire rimer deux mots dont l'un se termine par une consonne et l'autre par une voyelle même si celle-ci est muette. En revanche, la rime n'est pas interdite si le deuxième mot se termine par une consonne muette qui fait sa liaison avec le même son. 
Dans Moi, mes souliers, le chansonnier québécois Félix Leclerc raconte qu'un ami français décriait la mauvaise qualité de ses rimes : « Je ne comprends pas, dit-il en soupirant. Vous faites rimer guerre et misère, fées avec prés, c'est imbécile. »
La théorie classique établit des règles non seulement pour l'aspect phonique ou graphique des rimes, mais aussi pour la nature des mots à faire rimer. Ainsi, les théoriciens conseillent fortement d'éviter la facilité ou la banalité de la rime qui se traduit par : 
- la rime du même au même : cela ne peut être accepté que dans le cas des homonymies ;
- la rime entre les mots de la même famille ;
- la rime entre les mots ayant le même suffixe ;
- la rime entre les mots parents morphologiquement ;
- la rime entre les mots souvent associés, ce qui la prive de son caractère imprévu ;
- la rime entre les mots voisins.

Plus la rime est faite entre des mots dissemblables, plus elle est riche et réussie.